# Sanssac-l’Église
Sanssac-l’Église ist eine französische Gemeinde mit 1.078 Einwohnern (Stand: 1. Januar 2022). Sie liegt im Département Haute-Loire in der Region Auvergne-Rhône-Alpes und gehört zum Arrondissement Le Puy-en-Velay sowie zum Kanton Saint-Paulien.

## Geographie
Sanssac-l’Église liegt etwa acht Kilometer westnordwestlich von Le Puy-en-Velay im Zentralmassiv.

### Nachbargemeinden
Umgeben wird Sanssac-l’Église von den Nachbargemeinden Chaspuzac im Norden und Nordwesten, Saint-Vidal im Norden, Polignac im Nordosten, Espaly-Saint-Marcel im Osten und Nordosten, Ceyssac im Osten, Bains im Süden sowie Vergezac im Westen und Südwesten.

## Bevölkerungsentwicklung
| Jahr                       | 1962 | 1968 | 1975 | 1982 | 1990 | 1999 | 2006 | 2017 |
| Einwohner                  | 525  | 519  | 536  | 753  | 837  | 891  | 990  | 1116 |
| Quellen: Cassini und INSEE |      |      |      |      |      |      |      |      |

## Sehenswürdigkeiten

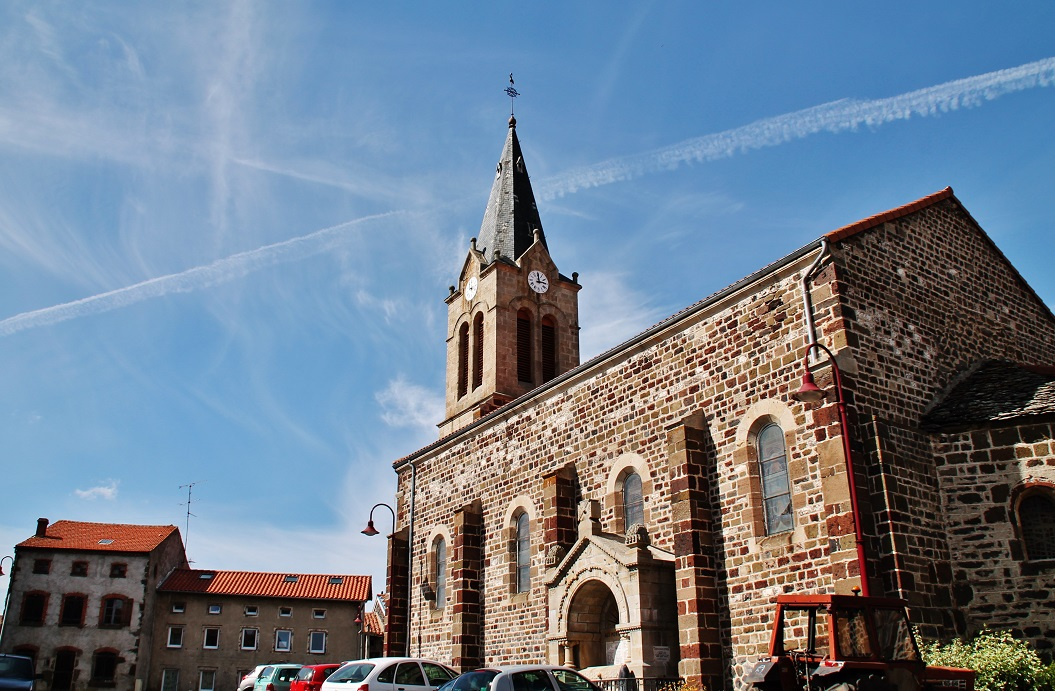
Kirche Saint-Symphorien

- Kirche Saint-Symphorien